# 露丝·希恩
露丝·希恩（英語：Ruth Sheen，？—），女，英国演员。曾获得欧洲电影奖最佳女演员。